# A.C.F. Brescia Calcio Femminile
L'A.C.F. Brescia Calcio Femminile Società Sportiva Dilettantistica, meglio nota come Brescia Calcio Femminile o Brescia femminile, è una società calcistica italiana con sede nella città di Brescia. Milita in Serie B, la seconda divisione del campionato italiano. Ha vinto per due volte il campionato italiano, per tre volte la Coppa Italia e per quattro volte la Supercoppa italiana.

## Storia
Il primo nucleo delle ragazze bresciane viene costituito nel 1994 quando, affiliata all'ANSPI, vince il campionato provinciale bresciano. Fondata nel 1985 come F.C.F. Capriolo Arredamenti Ostilio, cambiò nome cinque anni più tardi in A.C.F. Pro Bergamo, spostando la propria sede e il campo da gioco in terra bergamasca per aumentare il bacino d'utenza del settore giovanile.
La società nel 2005-2006 cambia nuovamente denominazione in A.C.F. Brescia Femminile, e torna a giocare sul campo di Capriolo. Il primo anno come Brescia Calcio Femminile coincise con la seconda retrocessione in Serie B, dove rimase per due stagioni prima di fare ritorno nel campionato cadetto.
Il campionato 2007-2008 vede Brescia al terzo posto della classifica finale, mancando la promozione in Serie A, che però arriverà nella stagione successiva. Dopo l'approdo altalenante nella massima serie, durante la stagione 2011-12 arriva il primo trofeo della storia societaria con la conquista della Coppa Italia, aprendo di fatto un ciclo positivo preludio del successo ottenuto nella stagione 2013-2014 con la conquista del titolo di Campione d'Italia e con la qualificazione per la prima volta alla UEFA Women's Champions League.
La stagione 2014-2015 si è aperta il 27 settembre con la vittoria della Supercoppa italiana sul Graphistudio Tavagnacco superato grazie ai tiri di rigore, dopo che i tempi regolamentari si erano conclusi in parità sull'1-1. La prima partecipazione alla UEFA Champions League si è conclusa subito ai sedicesimi di finale contro le francesi dell'Olympique Lione, che hanno vinto sia la partita di andata giocata allo Stadio Rigamonti per 5-0 sia la partita di ritorno in terra francese per 9-0. In campionato il Brescia ha lottato fino all'ultima giornata con l'AGSM Verona per la conquista dello scudetto, ma, nonostante i 66 punti conquistati e le sei vittorie consecutive nelle ultime sei giornate, non è riuscito a colmare il punto di distacco dallo stesso AGSM Verona. Al termine della stagione il Brescia ha conquistato la sua seconda Coppa Italia dopo aver sconfitto il Graphistudio Tavagnacco per 4-0 nella finale disputata ad Abano Terme il 23 maggio 2015. Il cammino che ha portato il Brescia in finale è stato netto, con venti reti realizzate e nessuna subita: 6-0 all'Alba negli ottavi di finale, 5-0 all'Inter Milano nei quarti di finale, 5-0 al Mozzanica in semifinale e 4-0 al Tavagnacco in finale.

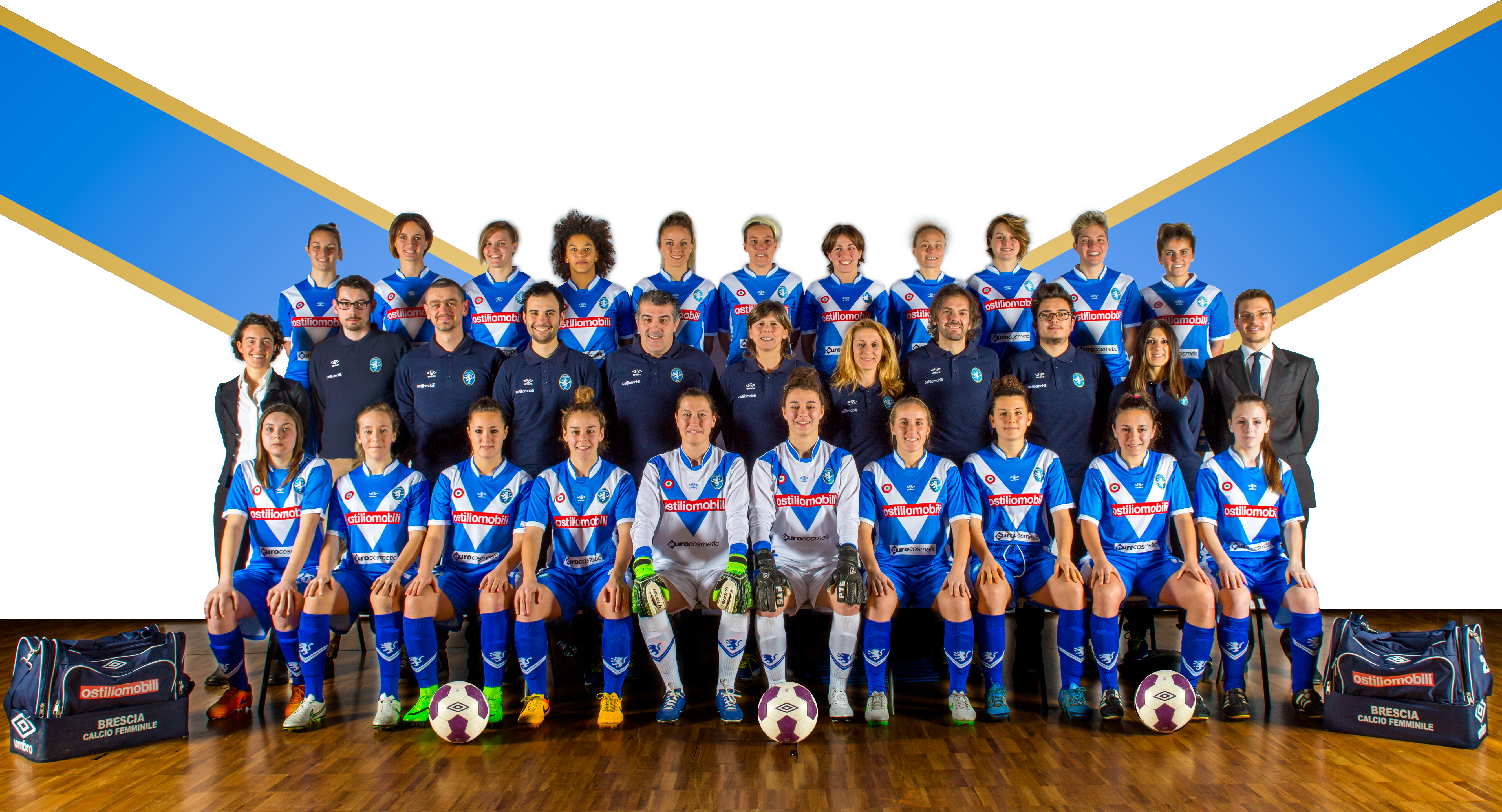
Foto ufficiale Brescia Calcio Femminile stagione 2015-2016.

Anche la stagione 2015-2016, con il Brescia che festeggia il trentennale dalla sua fondazione, si è aperta con la vittoria della Supercoppa italiana grazie ai tiri di rigore. Questa volta al termine della partita disputata a Castiglione delle Stiviere il 26 settembre la vittoria è arrivata sull'AGSM Verona dopo che i tempi regolamentari si erano conclusi a reti inviolate. In estate si era ritirata dal calcio giocato Elisa Zizioli, con la società che designa come nuova capitana Valentina Cernoia in biancoblu dall'età di quindici anni. L'avventura in Champions League 2015-16 è, invece, iniziata il 7 ottobre allo Stadio Mario Rigamonti con l'andata dei sedicesimi di finale contro il Liverpool. Grazie alla rete segnata da Sara Gama nel primo tempo il Brescia si è aggiudicata la vittoria della partita. Vincendo la gara di ritorno in Inghilterra con lo stesso risultato le bresciane hanno conquistato l'accesso agli ottavi di finale, dove hanno incontrato le danesi del Fortuna Hjørring. Grazie alla vittoria casalinga per 1-0 e al pareggio per 1-1 in terra danese ottenuto all'89' con una rete di Lisa Boattin, le Leonesse hanno conquistato il passaggio ai quarti di finale entrando a far parte delle migliori otto squadre europee. I quarti di finale hanno contrapposto le Leonesse alle tedesche del Wolfsburg, ma sia l'andata sia il ritorno sono terminate con la vittoria del Wolfsburg per 3-0, eliminando così il Brescia dalla competizione europea. Il 21 maggio 2016 all'ultima giornata di campionato, grazie alla vittoria per 8-0 in trasferta sulla Riviera di Romagna, ha vinto il secondo scudetto della sua storia. In campionato il Brescia ha raggiunto la vetta della classifica all'undicesima giornata in coabitazione con Fiorentina e Mozzanica, per poi isolarsi in vetta alla 16ª giornata e mantenerla fino alla fine, nonostante la rincorsa della Fiorentina e dell'AGSM Verona. Il 12 giugno 2016 il Brescia ha vinto anche la Coppa Italia, battendo in finale l'AGSM Verona per 2-1 e concludendo la stagione con una tripletta di trofei nazionali conquistati.
Nel maggio 2016 l'ufficio comunicazione e immagine del Brescia, guidato da Edoardo Brunetti dal luglio 2015, viene inserito nel G8 europeo della comunicazione Uefa, venendo poi confermato nelle prime otto posizioni europee nel maggio 2017..
Come nelle due precedenti stagioni il 2016-2017 si è aperto con la vittoria della Supercoppa italiana grazie alla vittoria per 2-0 sull'AGSM Verona nella finale disputatasi a Bassano del Grappa e risolta dalla doppietta realizzata da Daniela Sabatino. L'avventura in Champions League si è interrotta agli ottavi di finale: il Brescia nei sedicesimi aveva superato le campionesse polacche del Medyk Konin perdendo la gara di andata 4-3 dopo essersi portato sul 3-1, ma vincendo al ritorno 3-2 in rimonta. Agli ottavi l'avversario è nuovamente il Fortuna Hjørring, che espugna lo Stadio Rigamonti 1-0 all'andata e si impone 3-1 al ritorno. In campionato la squadra di Bertolini è giunta seconda alle spalle della Fiorentina, qualificandosi per il quarto anno consecutivo alla UEFA Women's Champions League. Decisive le doppie sconfitte contro le viola e il passo falso nel mese di gennaio contro l'AGSM Verona. Proprio contro la Fiorentina il 26 novembre la capitana Valentina Cernoia è stata la prima calciatrice a superare le 200 presenze con il Brescia. Nella stagione 2017-2018 il Brescia ha raggiunto la finale di Coppa Italia, perdendola contro la Fiorentina a Noceto col risultato finale di 3-1. In Champions League ha raggiunto nuovamente gli ottavi di finale, dove è stato eliminato dal Montpellier. In campionato è giunto secondo dopo un'ottima stagione alle spalle della vincitrice Juventus, con la quale ha perso lo spareggio scudetto dopo i tiri di rigore.

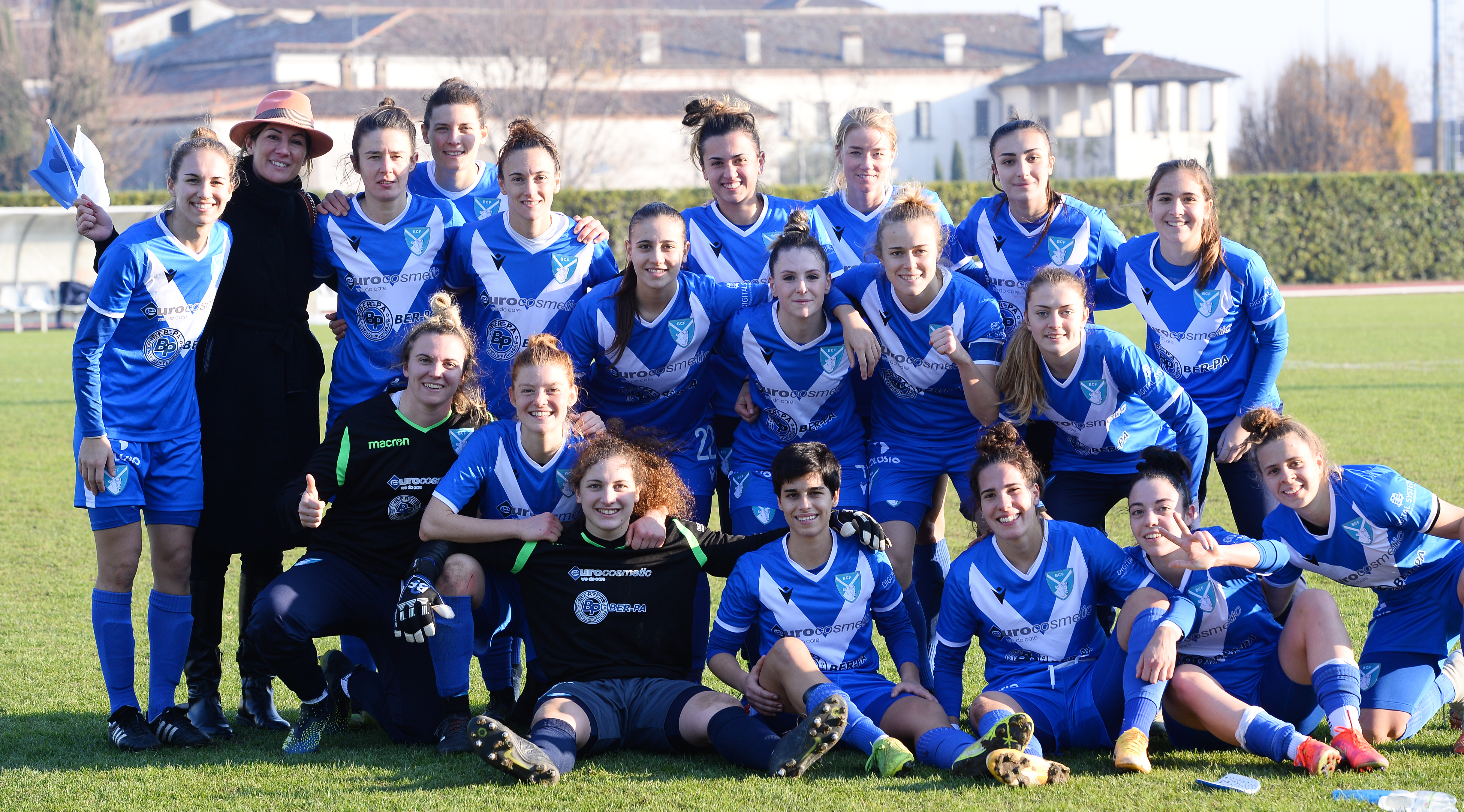
Il Brescia Calcio Femminile festeggia una vittoria durante la Serie B 2021-2022.

L'11 giugno 2018 con il comunicato ufficiale numero 68 la FIGC ha ufficializzato l'attribuzione del titolo sportivo dell'A.C.F. Brescia Calcio Femminile all'A.C. Milan. Il Brescia è stato, successivamente, ammesso al campionato di Eccellenza, quarta serie nazionale, nel girone lombardo. Dopo aver concluso il campionato al quarto posto, il Brescia è stato, in seguito, ripescato in Serie C per la stagione 2019-2020 a completamento organici. Nella stagione 2019-2020 il Brescia è stato inserito nel girone B della Serie C, portandosi nelle posizioni di vertice sin dalle prime giornate di campionato. Il campionato è stato sospeso il 9 marzo 2020 a causa della pandemia di COVID-19 col Brescia secondo in classifica alle spalle del Vicenza, per poi essere definitivamente sospeso due mesi dopo. Il 4 agosto 2020 è stato annunciato che il Brescia CF era stato ripescato in Serie B per la stagione 2020-2021 a completamento organici.
Nella stagione 2020-21 la squadra è iscritta al campionato di Serie B nazionale. In Coppa Italia supera il turno preliminare, venendo poi eliminata nella fase a gironi. In campionato raggiunge la salvezza alla penultima giornata vincendo sul campo del Pomigliano, chiudendo all'ottavo posto. A fine stagione il presidente Giuseppe Cesari annuncia la cessione delle sue quote, passando la mano a Clara Gorno, che diventa così la nuova presidente e azionista di maggioranza della società.
Nella stagione 2021-22 c'è un profondo rinnovamento e ringiovanimento della rosa da parte del neo direttore sportivo Diego Rossi, che affida la guida della prima squadra a Elio Garavaglia. Il BCF chiuderà poi il campionato al secondo posto, mancando la promozione per un solo punto, mentre nelle tre annate successive si piazzerà ottavo (con Ashraf Seleman allenatore), nono, e ancora ottavo.
Nel corso della stagione 2024-2025, che vede il Brescia Calcio Femminile avere, oltre alla prima squadra, anche otto formazioni del Settore Giovanile, ovvero U10, U11, U12, U13, U14, U15, U17 e Primavera, la società dà vita anche alla BCF For Special, formazione composta da atlete e atleti con disabilità intellettiva, tesserati FIGC. 

## Colori e simbolo
I colori della maglia del Brescia Calcio Femminile sono blu (sfondo) e bianco ("V" sul petto).
Il simbolo dell'A.C.F. Brescia Femminile è composto dalla testa di una leonessa bianca che ruggisce su campo blu con la classica "V" bianca sullo sfondo.

## Stadio
L'A.C.F. Brescia Femminile gioca le partite casalinghe nel centro sportivo «Mario Rigamonti» di via Serenissima 34, a Buffalora, Brescia.

## Società

### Settore giovanile
Il settore giovanile del BCF attualmente comprende sette formazioni: Primavera, Allieve U17, Giovanissime U15, Esordienti U13, Esordienti U12, Pulcine U11 e Pulcine U10. Dalla stagione 2021-2022 è partito un importante progetto di affiliazioni nel territorio bresciano per aumentare il numero di tesserate e praticanti che in pochi mesi ha riscosso grandissimo interesse nelle società della provincia. Il numero di tesserate biancazzurre è triplicato in quattro anni e nel 2024, con oltre 200 atlete, il Brescia è divenuto prima società in Italia per numero di tesserate.
Così come accade per la sua più diretta corrispondente maschile, anche l'ACF Brescia Femminile deve la sua fama in tutta Italia anche all'efficienza del suo vivaio, che lungo gli anni ha messo in luce diverse giovani promesse capaci di raggiungere risultati notevoli sia con la prima squadra, sia nelle rappresentative nazionali: alcuni esempi sono Cristina Merli, Elisa Mele (che ha vestito la maglia delle Leonesse per tutta la sua carriera), Annamaria Serturini e, più recentemente, Paola Boglioni e Francesca Imprezzabile.

### Riconoscimenti
Nel 2023, la Dream Cup, torneo inclusivo nato in quell'anno e voluto dalla società biancazzurra per promuovere un calcio per tutti, viene premiata con il «Broletto d'oro 2023», come miglior iniziativa di Brescia.
Nel 2025, la stessa sarà riconosciuta anche dalla Federazione con il premio «Be the project», che riconosce i progetti di sostenibilità e responsabilità sociale dedicati alla cittadinanza, ai bambini e alle persone con disabilità, incarnando al meglio i valori della Serie B.
Il 13 giugno 2025, a Coverciano, il Brescia Calcio Femminile viene insignito ai Grassroots Awards 2025 per il Miglior Progetto di Sviluppo Calcio Femminile. 
E a qualche settimana di distanza, la Figc, per il terzo anno consecutivo, conferma la società come «Club Giovanile di 3° Livello». 

### Collaborazioni
Almeno formalmente, l'ACF Brescia Femminile e il Brescia Calcio maschile sono due società indipendenti una dall'altra, anche se condividono gli stessi colori e simboli: tuttavia, in seguito ad un accordo stipulato e ratificato dai presidenti Massimo Cellino e Giuseppe Cesari, a partire dal settembre del 2020 le due squadre hanno avviato un sodalizio mirato allo sviluppo e alla crescita dei loro rispettivi settori giovanili. Collaborazione che è stata rinnovata anche per la stagione 2021-2022.

## Palmarès

### Competizioni nazionali

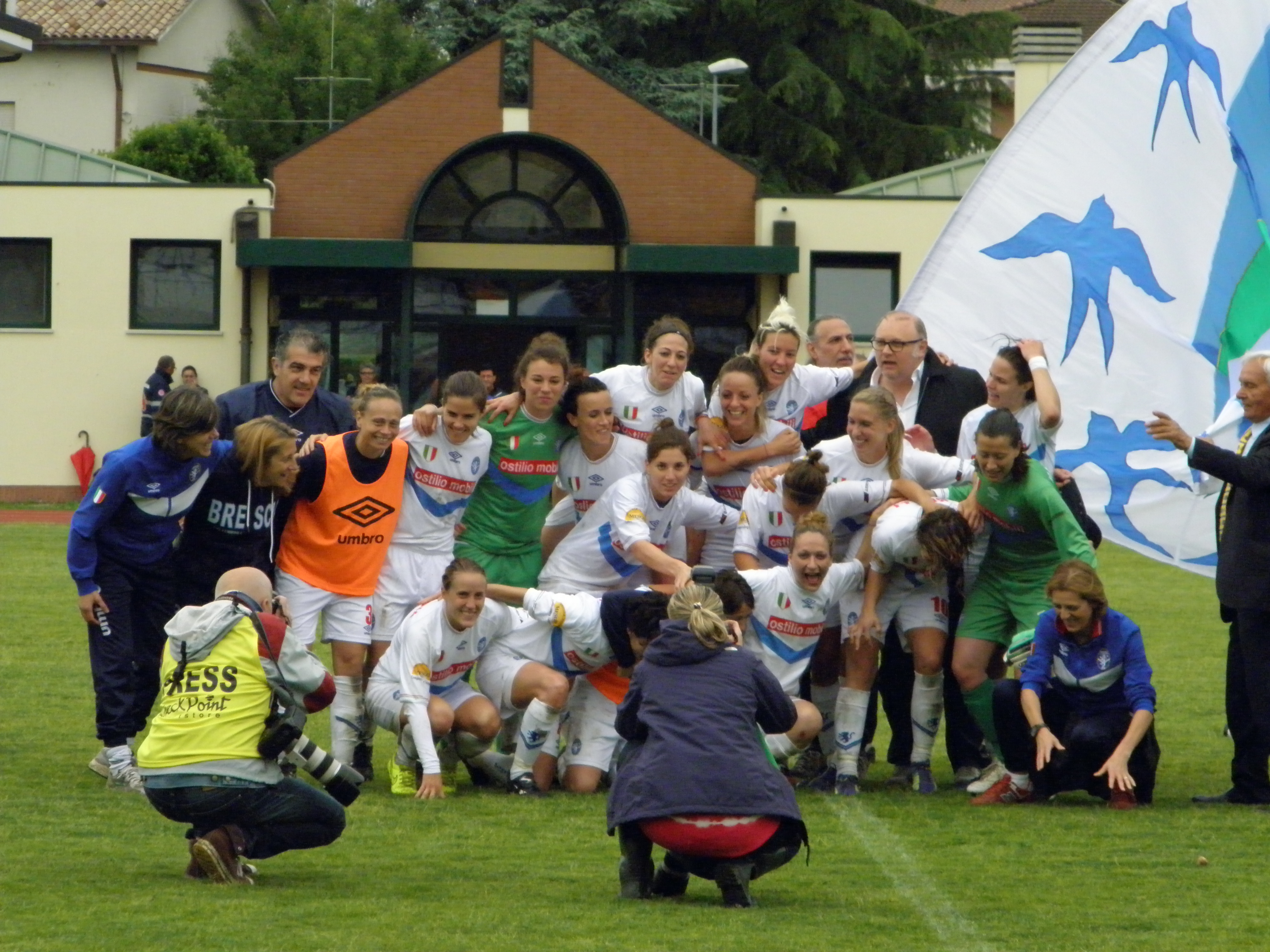
Foto di rito dopo la conquista della Coppa Italia 2014-2015.

- Campionato italiano: 2

2013-2014, 2015-2016
- Campionato italiano di Serie B: 1

2008-2009
- Coppa Italia: 3

2011-2012, 2014-2015, 2015-2016
- Supercoppa italiana: 4

2014, 2015, 2016, 2017

### Altri piazzamenti
- Campionato italiano:

Secondo posto: 2014-2015, 2016-2017, 2017-2018
Terzo posto: 2010-2011, 2012-2013
- Coppa Italia:

Finalista: 2016-2017, 2017-2018
- Supercoppa italiana:

Finalista: 2012

### Riconoscimenti
- Premio Broletto d'Oro per la Dream Cup: 2023
- Premio «Be the project» per la Dream Cup: 2025
- Grassroots Award 2025 per il Miglior Progetto di Sviluppo Calcio Femminile: 2025

## Statistiche

### Partecipazione ai campionati
| Livello | Categoria | Partecipazioni | Debutto   | Ultima stagione | Totale |
| ------- | --------- | -------------- | --------- | --------------- | ------ |
| 1º      | Serie A   | 9              | 2009-2010 | 2017-2018       | 9      |
| 2º      | Serie A2  | 3              | 2005-2006 | 2008-2009       | 6      |
| 2º      | Serie B   | 3              | 2020-2021 | 2022-2023       | 6      |
| 3º      | Serie B   | 2              | 2004-2005 | 2006-2007       | 3      |
| 3º      | Serie C   | 1              | 2019-2020 | 2019-2020       | 3      |

### Partecipazioni alle coppe
| Competizione         | Partecipazioni | Debutto   | Ultima stagione | Totale |
| -------------------- | -------------- | --------- | --------------- | ------ |
| Coppa Italia         | 16             | 2004-2005 | 2022-2023       | 17     |
| Coppa Italia Serie C | 1              | 2019-2020 | 2019-2020       | 1      |

## Organico

### Rosa 2022-2023
Rosa, ruoli e numeri di maglia tratti dal sito ufficiale.
| N. |                      | Ruolo | Calciatrice                 |
| -- | -------------------- | ----- | --------------------------- |
| 1  | Italia (bandiera)    | P     | Alice Lugli                 |
| 2  | Italia (bandiera)    | D     | Guya Vavassori              |
| 4  | Italia (bandiera)    | C     | Laura Ghisi                 |
| 6  | Italia (bandiera)    | D     | Chiara Viscardi             |
| 7  | Italia (bandiera)    | A     | Veronique Brayda (capitano) |
| 8  | Italia (bandiera)    | D     | Chiara Barcella             |
| 9  | Croazia (bandiera)   | A     | Zala Kuštrin                |
| 10 | Italia (bandiera)    | C     | Cristina Merli              |
| 11 | Finlandia (bandiera) | C     | Fanni Pietikainen           |
| 12 | Italia (bandiera)    | D     | Caterina Fracaros           |
| 14 | Italia (bandiera)    | D     | Elisa Galbiati              |
| 15 | Italia (bandiera)    | D     | Chiara Ripamonti            |
| 17 | Italia (bandiera)    | D     | Laura Perin                 |
| 18 | Italia (bandiera)    | A     | Luana Merli                 |

| N. |                   | Ruolo | Calciatrice        |
| -- | ----------------- | ----- | ------------------ |
| 20 | Svezia (bandiera) | A     | Jenny Hjohlman     |
| 21 | Italia (bandiera) | C     | Gaia Farina        |
| 22 | Italia (bandiera) | A     | Sofia Pasquali     |
| 23 | Italia (bandiera) | C     | Serena Magri       |
| 25 | Italia (bandiera) | C     | Elena Panza        |
| 27 | Italia (bandiera) | A     | Camilla Tengattini |
| 30 | Italia (bandiera) | C     | Gaia Bianchi       |
| 32 | Italia (bandiera) | P     | Sara Ferrari       |
| 33 | Italia (bandiera) | C     | Maria Bortolin     |
| 78 | Italia (bandiera) | A     | Teresa Fracas      |
| 77 | Italia (bandiera) | A     | Giulia Lumina      |
| 78 | Italia (bandiera) | D     | Letizia Angoli     |
| 82 | Italia (bandiera) | P     | Chiara Trevaini    |